# Vincze Anikó
Vincze Anikó (Budapest, 1979. január 31. –) labdarúgó, kapus.

## Pályafutása
Tagja volt a 2001–02-es idényben ezüstérmet szerzett Renova csapatának. 2002 és 2005 között az MTK játékosa volt. 2005 tavaszán kölcsönben az Angyalföldi SI csapatában szerepelt. 2005 és 2007 között az Újpest csapatában védett. A 2007–08-as idényben összel a másodosztályú Honvéd, míg tavasszal az első osztályú Olimpia játékosa volt. Utolsó klubja a másodosztályú Taksony SE volt, ahol tagja volt a 2008–09-es idényben az élvonalbeli szereplést kiharcoló csapatnak. 2003 óta folyamatosan játszik a futsal bajnokságban is.

## Sikerei, díjai
- Magyar bajnokság
  - 2.: 2001–02
  - 3.: 1999–00